# Zangherella
Zangherella is een geslacht van spinnen uit de  familie van de Anapidae (Dwergkogelspinnen).

## Soorten
- Zangherella algerica (Simon, 1895)
- Zangherella apuliae (Caporiacco, 1949)
- Zangherella relicta (Kratochvíl, 1935)